# El Castillo (Colômbia)
El Castillo é um município da Colômbia, localizado no departamento de Meta.